# Dorothea Tanning
Dorothea Tanning (født 25. august 1910 i Galesburg, død 31. januar 2012 i Manhattan) var en amerikansk maler, grafiker, billedhugger og forfatter. Hun har også designet sæt og kostumer til ballet og teater.